# Remingtonocetidae
Remingtonocetidae — різноманітна родина ранніх водних китоподібних ссавців. Родину названо на честь палеоцетолога Ремінгтона Келлога.

## Опис
Ремінгтоноцетиди мають довгий і вузький череп із зовнішніми отворами, розташованими на передній частині черепа. Їх лобові щитки вузькі, а орбіти малі. Їх рот має опукле піднебіння і неповністю зрощений нижньощелепний симфіз. Зубна формула: 3.1.4.3/3.1.4.3. Передні зуби сплощені медіолатерально, що робить їх схожими на акулу. У посткраніальному скелеті шийні хребці відносно довгі, а крижовий відділ складається з чотирьох хребців, з яких принаймні три зрощені.
Черепні скам’янілості є поширеними, але зубні залишки зустрічаються рідко. Посткраніальна морфологія повністю заснована на одному екземплярі Kutchicetus, який був невеликим і мав довгу мускулисту спину і хвіст. Можливо, ремінтоноцетиди плавали, як південноамериканська гігантська видра, яка плаває за допомогою свого довгого плоского хвоста.
З довгим і низьким тілом, відносно короткими кінцівками, подовженим рострумом, ремінгтоноцетиди більше нагадували крокодилів. Вони могли як ходити по суші, так і плавати у воді і, швидше за все, жили біля берега. Принаймні один рід, Dalanistes, мав морську дієту.
Ремінгтоноцетиди часто зустрічаються в асоціації з сомами і крокодилами, а також протоцетидними китами і сиренами. Ймовірно, вони були незалежні від прісної води.